# 短項孔雀鯛
短項孔雀鯛，為輻鰭魚綱鱸形目隆頭魚亞目慈鯛科的其中一種，分布於非洲馬拉威湖流域，為特有種，背鰭硬棘16至17枚；背鰭軟條9至10枚；臀鰭硬棘3枚；臀鰭軟條9至10枚，體長可達9.5公分，棲息在沙地，雄性具有領域性，可做為觀賞魚。

## 擴展閱讀
維基物種上的相關：短項孔雀鯛